# Горец 2: Оживление
«Горец 2: Оживление» (англ. Highlander II: The Quickening) — научно-фантастический фильм 1991 года режиссёра Рассела Малкахи с Кристофером Ламбертом, Вирджинией Мэдсен, Майклом Айронсайдом и Шоном Коннери в главных ролях. Это вторая часть серии фильмов «Горец» и продолжение фантастического фильма 1986 года «Горец». Действие происходит в 2024 году. Сюжет касается Коннора Маклауда, который восстанавливает свою молодость и бессмертные способности и должен освободить Землю от Щита, искусственного озонового слоя, попавшего под контроль коррумпированной корпорации. Фильм почти полностью снимался в Аргентине до и после экономического краха страны; поскольку местная экономика пережила гиперинфляцию, инвесторы фильма и компания по выпуску облигаций взяли на себя прямой контроль над производством и окончательным монтажом, устранив режиссера Малкахи и его творческое влияние при изменении частей истории. Получившийся в результате фильм противоречит установленному канону Горца, изображая бессмертных как инопланетян, показывая необъяснимое воскрешение Хуана Санчеса-Вильялобоса Рамиреса и изменяя концепцию «Оживления».
Он получил повсеместно негативные отзывы критиков и поклонников франшизы, многие считают его одним из худших фильмов, когда-либо созданных. Его повсеместно раскритиковали за ретконы, большие дыры в сюжете, плохо проработанные персонажи, запутанную структуру сюжета, обилие второстепенных сюжетов и плохое редактирование. Оригинальное театральное издание было выпущено 12 апреля 1991 года в Соединенном Королевстве (в восьмиминутной более длинной версии) и 1 ноября 1991 года в Соединенных Штатах, а также стало бомбой кассовых сборов в США на 16 миллионов долларов при производственным бюджете 34 миллиона долларов.
В 1995 году для домашнего видео была выпущена альтернативная режиссерская версия под названием Renegade Version, в которой была предпринята попытка решить многие сюжетные проблемы, такие как удаление всех упоминаний о Зейсте и идея о том, что бессмертные - это инопланетяне. За этим последовал выпуск DVD Special Edition в 2004 году, который был в основном такой же, как и Renegade Version, но с некоторыми измененными спецэффектами. Продолжение, «Горец 3: Последнее измерение», следует за событиями первого фильма, при этом противореча и полностью игнорируя события и разоблачения второго фильма.

## Сюжет
2024 год. Коннор Маклауд остался последним бессмертным на земле, после чего начал стареть. С тех пор проходит четверть века, за которые на Земле случается глобальная экологическая катастрофа — истощается озоновый слой. Накопивший за свою долгую жизнь многие знания Коннор разрабатывает электромагнитный щит, который накрывает планету, защитив её от солнечной радиации. Но превратившегося в дряхлого старика героя отстраняют от дел дельцы щитовой корпорации, и он медленно доживает свой век, вспоминая о том, что все бессмертные, которые жили на земле, на самом деле — инопланетяне, поднявшие восстание на далёкой планете Зейст, которое подавил жестокий генерал Катана. Совет приговорил выживших повстанцев к изгнанию. Так Маклауд и Рамирес и оказались на Земле, каждый в разное время и в разных местах, пока однажды не встретились снова. (см. первый фильм)
Тем временем группа экологов-нелегалов ценой своих жизней узнаёт, что озоновый слой восстановился, но щитовая корпорация, боясь потерять прибыль, скрывает этот факт. Уцелевшая девушка-эколог Луиза Маркос решает найти Коннора Маклауда и попросить о помощи. Именно тогда же Катана решил свести с Маклаудом старые счёты и отправил на землю ещё двоих бессмертных. Маклауд обнаруживает это, когда на его руке моментально заживает рана, нанесённая дебоширкой в баре. Он встречается с Луизой, которая просит помощи, но старик отказывается, ссылаясь на старость и беспомощность. В этот момент на них нападают посланцы Катаны. По счастливой случайности дряхлому Маклауду удаётся столкнуть первого убийцу под поезд. Колёса поезда обезглавливают убийцу, высвободившаяся жизненная энергия возвращает Маклауду молодость и силу. Затем Маклауду удаётся натянуть провод и обезглавить второго убийцу. Его жизненную силу Маклауд тратит на то, чтобы вернуть к жизни Рамиреса. Тот восстаёт на месте своей гибели от меча Кургана, где к тому времени построили театр и где в этот момент показывали «Гамлета». Повеселив зрителей и разозлив режиссёра и актёров, Рамирес отправляется знакомиться с современным миром.
Катана самолично отправляется на Землю. Его забрасывает в поезд метро, на котором он, отстранив машиниста, устраивает безумную гонку, пока поезд не вылетает на поверхность, а потом встречается с Маклаудом на кладбище, куда тот пришёл на могилу своей жены, погибшей во время катастрофы. Маклауд объясняет Катане, что хотел остаться на земле и умереть, но тот предупреждает, что не даст Маклауду умереть своей смертью. Он приходит к главе щитовой корпорации и требует помощи в устранении Маклауда. Так как Глава корпорации сам в этом заинтересован, он с удовольствием заключает союз с пришельцем.
Вскоре Рамирес находит Маклауда, после чего Луиза рассказывает им, что озоновый слой пришёл в норму и щит наконец можно убрать. Сначала герои проникают в тюрьму, где находят умирающего сподвижника Маклауда. Но вскоре они попадаются в ловушку. Рамирес, ценой своей жизни спасает Коннора и Луизу от опускающегося пропеллера, Катана наконец повержен, а Маклауд отключает лазерный луч, войдя в него. Щит исчезает, возвращая земле настоящее небо, а Маклауд и Луиза впервые видят звёзды.

## В ролях
- Кристофер Ламберт — Коннор МакЛауд
- Вирджиния Мэдсен — Луиз Маркус
- Майкл Айронсайд — Катана, генерал
- Шон Коннери — Хуан Санчес Вилья-Лобос Рамирес
- Джон МакГинли — Дэвид Блейк

## Саундтрек
Highlander II — Original Motion Picture Soundtrack
1. Heeren Stevens — Trust
2. The Lou Gramm Band — One Dream
3. The Magnetic AKA — Who’s That Man Part I
4. Glenn Hughes — Haunted
5. Notorious — Here We Go
6. Brenda Russell — As Time Goes By
7. Cash Hollywood — It’s A Perfect, Perfect World
8. The Seattle Symphony and Symphony Chorale — Bird Flight
9. The Seattle Symphony and Symphony Chorale — Destroy Shield
10. The Seattle Symphony and Symphony Chorale — Sunshield-Dam Escape
11. The Seattle Symphony and Symphony Chorale — Finger Dip
12. The Seattle Symphony and Symphony Chorale — Rebel Troops
13. The Seattle Symphony and Symphony Chorale — Dam Raid
14. The Seattle Symphony and Symphony Chorale — White Cloud
15. The Seattle Symphony and Symphony Chorale — Mac Absorbs Reno
16. The Seattle Symphony and Symphony Chorale — Shield Shatters-Alan Dies

## Создание

### Съёмки
После успеха оригинала, Davis / Panzer Productions предварительно продала большую часть прав на продолжение «Горца» компании Vestron Inc. за 18 миллионов долларов, а именно на пяти иностранных территориях, таких как Великобритания, Скандинавия, Австралия, Япония и Бенилюкс. В то время, как Vestron будет заниматься распространением домашнего видео во Франции, Filmauro получила права на проект в Италии, Highlight Communications получила права на фильм в Германии, Nea Kinisi для рынка Греции и Lusomondo для рынка Португалии, а продюсеры пришли к выводу, что другие предварительные продажи были доступны для рынков Аргентины, Перу и Боливии. В США, фильм должен был быть выпущен New Century / Vista Film Co. и предназначен для показа летом 1988 года, но оказался в аду разработки.
Как сообщает «St. Petersburg Times», Ламберт и Айронсайд получили травмы во время съемок: «Ламберт отколол один зуб Айронсайду во время сцены драки, а Айронсайд случайно отрубил Ламберту часть пальца во время сцены боя на мечах. Оба мужчины оправились от травм, но Айронсайд сказал, что точные выпады и парирование были невозможны при использовании 22-фунтового палаша».
Согласно документальному фильму «Горец 2: соблазнённый Аргентиной», очевидное плохое исполнение фильма частично является результатом вмешательства связующей компании в работу режиссера Рассела Малкахи. Сообщается, что Малкахи так возненавидел конечный продукт, что ушел с мировой премьеры фильма, сделав это после просмотра первых 15 минут. По тем же причинам, Кристофер Ламберт пригрозил выйти из проекта, когда он уже близился к завершению. Однако из-за договорных обязательств он этого не сделал.
Инвесторы фильма и компания по выпуску облигаций взяли на себя прямой контроль над производством и окончательным монтажом, устранив режиссера Малкахи и его творческое влияние при изменении частей истории. Получившийся в результате фильм противоречит установленному канону Горца в отношении природы бессмертных и прошлого Маклауда, например, изображая бессмертных пришельцами с планеты Зейст, а не рожденными людьми, с энергией, соединяющей их с природой и делающей их неспособными умереть, если их не обезглавить. Бывший наставник Маклауда Рамирес, убитый в первом фильме, необъяснимым образом воскрес и теперь изображен как инопланетный колдун. В то время как в первом фильме слово «ускорение» использовалось для обозначения энергии, которая дает бессмертным их силу, «Горец II» использует этот термин для обозначения магической силы, которую Рамирес использует, чтобы связать свою душу с душой Маклауда, позволяя ему вернуться после смерти, когда Горец нуждается в нем.

### Альтернативная концовка
Когда-то утерянный альтернативный финал, широко известный как «Сказочный финал» (The Fairytale Ending), был показан только в некоторых европейских кинотеатрах и никогда не показывался ни в одной из американских версий. Концовка показывает, как Коннор волшебным образом возвращается на планету Зейст, взяв с собой Луизу, а на заднем плане слышен голос Рамиреса. Ранняя версия этой концовки показана в «Special Edition». В неё также включены кадры, на которых Вирджиния Мэдсен в роли Луизы Маркус разговаривает с Кристофером Ламбертом в роли Коннора Маклауда. Мэдсен находится на месте, а Ламберт подвешен на проводах перед голубым экраном. После краткого обмена репликами, когда Коннор просит Луизу пойти с ним, показан театральный финал, в котором двое обнимаются перед звёздным полем, затем превращаются в световые полосы и улетают в космос.

### Альтернативные версии
Рассел Малкахи был очень разочарован фильмом. Позднее режиссёр сделал свою собственную режиссёрскую версию (Renegade Version), отредактировав отснятый материал и удалив все словесные ссылки на бессмертных пришельцев с планеты под названием Зейст. Кадры Зейста были перепрофилированы как воспоминания о древней технологически развитой цивилизации, существовавшей на Земле до записанной истории (название и местонахождение этой цивилизации не разглашаются).
Существует специальная версия фильма, в которой отсутствуют упоминания о планете Зайст. Бессмертные являются представителями исчезнувшей древней цивилизации. Поэтому изгнание осуществлялось в далёкое будущее, а не на другую планету. Версия была выпущена на кассетах, а в дальнейшем и на DVD, поскольку оригинальный сюжет вызвал сильное недовольство фанатов вселенной Горца.
Все фильмы из серии «Горец», снятые впоследствии, игнорировали события данной ленты.

## Критический приём
Фильм получил крайне негативные отзывы. На сайте агрегатора рецензий Rotten Tomatoes, после 25 рецензий имеет рейтинг 0 %. Критике подверглись отсутствие мотивации у героев, объяснение происхождения горцев, а также игнорирование событий предыдущего фильма. Теперь говорили, что МакЛауд и Рамирес были членами этого древнего общества, и утверждается, что они, наряду с Катаной и другими, снова редкие люди, рожденные бессмертными. Хотя в фильме всё ещё показано, как Рамирес владеет формой магии, это больше не называется Ускорением.
Затем правители этого древнего общества изгнали бессмертных революционеров и преступников в разные точки в будущем, позволив Рамиресу быть отправленным в Древний Египет, а Маклауд становится горцем в Шотландии 16-го века, и они оба воссоединились позже. Победитель может либо стать смертным и прожить свою жизнь «в будущем», либо вернуться к своей изначальной цивилизации в далеком прошлом.. В 2004 году было выпущено специальное издание (Special Edition), в котором было несколько различных изменений, включая новые компьютерные визуальные эффекты на протяжении всего фильма (и изменение щита с красного на тёмно-синий, как изначально предполагалось). Хотя многие фанаты считали Renegade Version и Special Edition лучше оригинального фильма, общий приём так же был неоднозначным.